# Alexandre da Silva Mariano
Alexandre da Silva Mariano, auch Amaral genannt (* 28. Februar 1973 in Capivari) ist ein ehemaliger brasilianischer Fußballspieler.

## Karriere
Der defensive Mittelfeldspieler begann seine Karriere bei SE Palmeiras, wo er sogleich seine ersten Erfolge feiern konnte. In seiner ersten Saison 1993 gewann er hier die Brasilianische Meisterschaft, die Staatsmeisterschaft von São Paulo und das Torneo Rio-São Paulo. In der folgenden Saison konnte man sowohl die Brasilianische Meisterschaft als auch die Staatsmeisterschaft verteidigen. 
Nach einer eher enttäuschenden Saison 1995, in der Palmeiras keinen Titel gewann, wechselte Amaral zum AC Parma in die Serie A, jedoch vermochte er sich hier nicht durchzusetzen. Deshalb wechselte er am Ende der Saison zu Benfica Lissabon. Zur Saison 1999 kehrte Amaral dann wieder nach Brasilien zurück, wo er für SC Corinthians in São Paulo spielte. Damit kehrte auch der Erfolg zurück, denn Corinthians gewann 1999 die Brasilianische Meisterschaft, die Staatsmeisterschaft von São Paulo und das Torneo Rio-São Paulo. 
Trotzdem wechselte Amaral am Ende der Saison nach Rio de Janeiro zu CR Vasco da Gama. Dieser Wechsel erwies sich als goldrichtig, denn Vasco gewann in der Saison 2000 die Brasilianische Meisterschaft, die Copa Mercosur und die Taça Guanabara. In der Saison 2000/01 wagte Amaral erneut den Sprung ins Ausland und wechselte zum AC Florenz in die Serie A, 2000/01 gewann er die Coppa Italia, wobei er aber nur zwei Einsätze in der Coppa verzeichnen konnte. Erst in seiner zweiten Saison in Florenz kam er dann regelmäßig zum Einsatz. 
Zur Saison 2002/03 wechselte der Brasilianer dann in die Türkei zu Beşiktaş Istanbul und verließ diesen Verein bereits zur Rückrunde der Saison. Anschließend heuerte er bei Grêmio FBPA an. In der Folge wechselte Amaral häufig den Verein. Al-Ittihad in Katar, EC Vitória und Atlético Mineiro lauteten dabei die nächsten Stationen. Im Januar 2006 wechselte Amaral zum polnischen Verein Pogoń Stettin, im Juli 2007 ging er zurück nach Brasilien und spielte für den Santa Cruz FC in Recife. Seit Januar 2008 spielt er für Grêmio Barueri.

## Erfolge
- 4 × Brasilianischer Fußball-Meister mit SE Palmeiras (1993 und 1994), mit SC Corinthians (1999), und mit CR Vasco da Gama (2000)
- 1 × Coppa Italia mit dem AC Florenz (2000/01)
- 1 × Copa Mercosur mit CR Vasco da Gama (2000)
- 1 × Taça Guanabara mit CR Vasco da Gama (2000)
- 3 × Staatsmeister von São Paulo mit SE Palmeiras (1993 und 1994) und mit SC Corinthians (1999)
- 2 × Torneo Rio-São Paulo mit SE Palmeiras (1993) und mit SC Corinthians (1999)

- Olympische Sommerspiele 1996: Bronze-Medaille